# 坎宁盆地
坎宁盆地（英語：Canning Basin）亦译甘宁盆地，也称荒漠自流盆地（Desert Artesian Basin），是澳大利亚西澳大利亚州西北部一个干旱的沉积盆地，面积约40万平方公里，北起菲茨罗伊河，南至德格雷河，西抵印度洋海岸，东以东经128°为界，属于大沙沙漠西北部分。腹地多沙丘，间有黏土平地，有自流泉。因盆地下面有地壳下陷，多地震活动。富有石油和天然气资源，布利纳油田位于该地区。